# Ugranskij rajon
L'Ugranskij rajon (in russo Угранский район?) è un rajon dell'Oblast' di Smolensk, nella Russia europea; il capoluogo è Ugra. Istituito nel 1961, ricopre una superficie di 2.894,98 chilometri quadrati.